# Хавијер Маријас
Хавијер Маријас (шп. Javier Marías; Мадрид, 20. септембар 1951 — Мадрид, 11. септембар 2022) био је један од најистакнутијих представника савремене шпанске прозе. Бавио се превођењем и писањем колумне.
Родио се у Мадриду као четврти од пет синова у породици интелектуалаца (отац филозоф и мајка професор били су противници Франковог режима). Дипломирао је филозофију књижевности на Мадридском универзитету, а специјализовао енглеску филологију. Почео је да пише већ са једанаест година. Први роман написао је кад је имао само петнаест, мада га никад није објавио. Као шеснаестогодишњак бежи у Париз где наставља да пише, а све слободно време проводи у гледању филмова. Зарађује певајући уз гитару. Враћа се у Шпанију 1970. са завршеним романом „Вучији поседи“, који је објављен 1971. Следе романи: „Крстарење хоризонта“ (1972), „Владар времена“ (1978), „Век“ (1983), „Сентиментални човек“ (1986), „Све душе“ (1989), „Срце тако бело“ (1992), „Сутра у боју мисли на мене“ (1994) и „Црна плећа времена“ (1998), „Твој сутрашњи лик“ (2002). Поред ових романа објавио је и две збирке прича и седам збирки есеја. Сам Маријас је сматрао да је тек неколико његових животних искустава нашло пут романа, а да је роман пре свега фикција.
Готово сви његови романи добили су по неку награду, а највише признања добио је за роман „Сутра у боју мисли на мене“. Превео је многе енглеске класике за шта је био и награђиван. Његов стил се често пореди са стилом Марсела Пруста и Хенрија Џејмса. Предавао је у Енглеској (Оксфорд), Шпанији (Универзитет Компултенсе, Мадрид) и на многим универзитетима у Америци. Његова дела преведена су на 22 језика и продата у преко два милиона примерака.
Године 1994. одбио је место члана Шпанске краљевске академије.